# Leisingita
La leisingita és un mineral de la classe dels òxids. Va rebre el nom per A.C. Roberts et al. el 1996 en honor a Joseph F. Leising (1949-), geòleg i col·leccionista de minerals de Reno, Nevada, EUA, qui va ajudar a recollir els primers exemplars coneguts.

## Característiques
La leisingita és un òxid de fórmula química Cu₂MgTe6+O₆·6H₂O. Es tracta d'una espècie aprovada per l'Associació Mineralògica Internacional, i publicada per primera vegada el 1996. Cristal·litza en el sistema trigonal. La seva duresa a l'escala de Mohs es troba entre 3 a 4. Químicament és força similar a la raisaïta.
Segons la classificació de Nickel-Strunz, la leisingita pertany a «04.FL: Hidròxids (sense V o U), amb H2O+-(OH); làmines d'octaedres que comparetixen angles» juntament amb els següents minerals: trebeurdenita, woodallita, iowaïta, jamborita, meixnerita, fougerita, hidrocalumita, kuzelita, aurorita, calcofanita, ernienickelita, jianshuiïta, woodruffita, asbolana, buserita, rancieïta, takanelita, birnessita, cianciul·liïta, jensenita, akdalaïta, cafetita, mourita i deloryita.
L'exemplar que va servir per a determinar l'espècie, el que es coneix com a material tipus, es troba conservat al Canadian Geological Survey a Ottawa (Canadà), amb el número de registre: 67882.

## Formació i jaciments
Va ser descoberta a la mina Centennial Eureka, situada a la localitat d'Eureka, al comtat de Juab (Utah, Estats Units). També ha estat descrita a la mina North Star, a la propera localitat de Mammoth, i a l'àrea de Tsogttsetsii, a la província mongola d'Ömnögovi. Aquests tres indrets són els únics de tot el planeta on ha estat descrita aquesta espècie mineral.